# Così speciale (singolo)
Così speciale è un singolo del cantautore italiano Diodato, pubblicato il 3 marzo 2023 come secondo estratto dall'album omonimo.

## Video musicale
Il video, diretto da Attilio Cusani, è stato pubblicato contestualmente all'uscita del singolo sul canale YouTube del cantautore.

## Tracce
Testi e musiche di Antonio Diodato.
1. Così speciale – 4:15